# José Juan Santesteban
José Juan Santesteban Iraola (26 mars 1809, Saint-Sébastien, Espagne – 13 janvier 1884, Saint-Sébastien, Espagne) est un compositeur et musicien basque espagnol, père de José Antonio Santesteban.

## Œuvres
- La Tapada
- 22 messes
- Méthode théorique et pratique de plain-chant
- Méthode élémentaire de solfège